# Campanula demirsoyi
Campanula demirsoyi là loài thực vật có hoa trong họ Hoa chuông. Loài này được Kandemir mô tả khoa học đầu tiên năm 2007 publ. 2008.